# Säffle
För andra betydelser, se Säffle (olika betydelser).

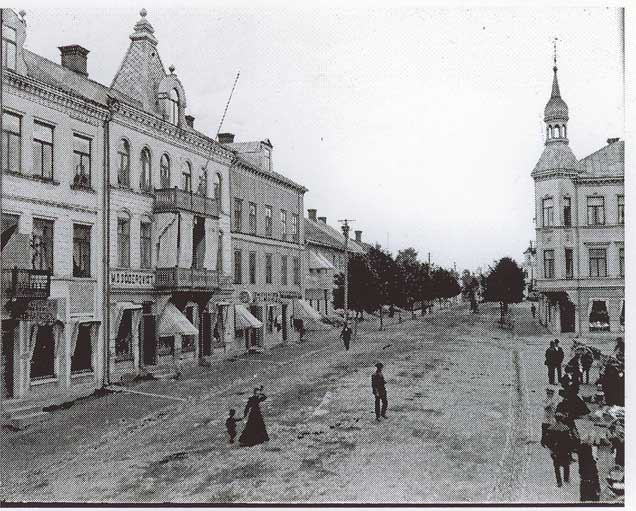
Östra Storgatan, Säffle cirka 1900. Till höger i bild skymtar det Wiktorinska huset (AK-huset) och Stortorget.

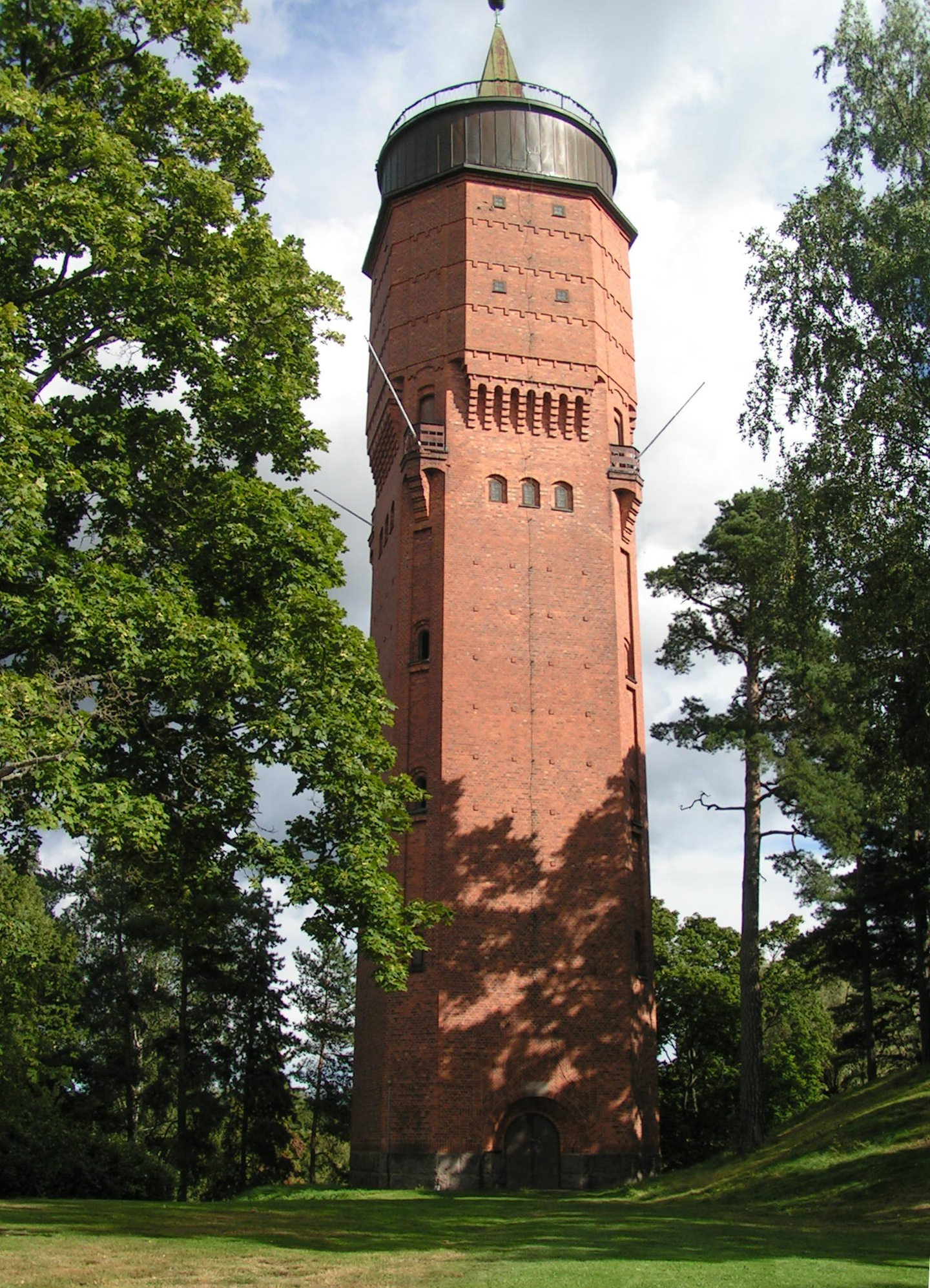
Det 45 meter höga gamla vattentornet i Säffle. Arkitekt Ivar Tengbom 1911. Vattentornet byggdes 1914 då vatten-
och avloppsnätet byggdes

Säffle är en tätort i Säffle distrikt i Värmland och centralort i Säffle kommun med något över 9 400 invånare (31 dec 2016). Säffle ligger vid Byälven, som förbinder Glafsfjorden med Vänern, och genomkorsas av Norge/Vänerbanan, Europaväg 18 och Europaväg 45.
Närmaste större tätorter är Åmål i Dalsland, Arvika, Grums och Karlstad.

## Historik
Staden ligger vid Vänern och det finns forntida fynd som talar för att det har varit en boplats sedan järnåldern. Området kring Byälvens nedre lopp har varit attraktivt för bosättning sedan flera årtusenden. Under Gustav Vasas tid omtalas Säffle som en viktig handelsplats, då bland annat Mormässo marknad hölls där årligen i slutet av september månad. Under 1500-talet hölls marknader på den plats som nu kallas för Knusesund, under äldre tider Knussedh. Dåtidens Säffle avsåg Säffle herrgård, någon kilometer söder om centrum. Det finns olika teorier om ursprunget till ortens namn. En är att Säffle kan härledas som ’sä-fugl’, dvs. sjöfågel(-viken). En annan är att namnet är en sammandragning av det äldre Sifhälla. Redan 1455 omnämns orten Säffle som Saefigla. Säffle fick stadsprivilegier 1951 och är därmed Sveriges yngsta stad. Säffle köping bildades 1882 genom en utbrytning ur By landskommun och hade då en befolkning runt 480 personer. By landskommun inkorporerades sedan 1943 i köpingen. Köpingen ombildades tillsammans med Tveta landskommun 1951 till Säffle stad. Säffle församling utbröts 1911 ur By församling, där By församling sedan 1943 inkorporerades i Säffle församling.
Säffle började växa efter tillkomsten av Säffle kanal år 1837. Redan 1865 flyttades läkarstationen och apoteket från Hög i Huggenäs till Säffle. Året innan, 1864, hade en poststation tillkommit. På 1870-talet fanns runt ett fyrtiotal hantverkare och ett tiotal handlare i Säffle. 1879 kom järnvägen till Säffle. Detta var en viktig del av Säffles utveckling, även anläggandet av Billeruds trämassefabrik 1883 var betydande. Säffles första stadsplan upprättades av major W. Sparre 1883. Säffle blev kvartersindelat och flera nya byggnader började byggas runt Stortorget och längs Säffle kanal. 1899 uppfördes Säffles ståtligaste byggnad Wiktorinska huset (AK-huset) vid Stortorget av järnhandlaren Axel Wiktor Wiktorin f. Johansson (1865–1946). Gillénska huset och Wermlandsbankens fastighet byggdes intill Stortorget. 1902 byggdes Säffles tingshus och blev därmed bygdens både kommersiella och juridiska centrum. Säffle fick elektrisk belysning för första gången 1906, för att senare få tillgång till rinnande vatten, då vatten och avloppsnätet byggdes 1914–1915. Nya industrier utöver Billerud tillkom. Däribland kan Seffle Gjuteri & Mekaniska Verkstad (startade på 1890-talet), Seffle Motorverkstad av grundarna Bernard och Carl Bruce, Säffle Ångkvarns- och sågverksaktiebolag och de båda möbelfabrikerna i Säffle på 1910-talet nämnas. Expansionen av nya industrier i Säffle ökade befolkningen. I och med inkorporeringen mer än fördubblades Säffles invånare. Villaområden som Annelund och Rolfserud började bebyggas i början av 1900-talet för att ge plats åt hushåll till industriarbetarna på Billerud, nu utan fastslagen stadsplan. På 1920-talet fastslås nya stadsplaner för Säffle centrum samt de yttre områdena, med hjälp av kaptenen och ingenjören H.G. Torulf från Stockholm.
På 1930-talet byggdes lokaler för polisstation, brandstation, realskola och badhus. Under hösten 1949 ansökte Säffles kommunfullmäktige om stadsprivilegier. Den 1 januari 1951 firades det att Säffle blivit stad, som Sveriges 133:e stad, Värmlands läns 6:e och landskapet Värmlands 7:e. Säffles steg från köping till stad gav stor uppståndelse i hela landet, stor mediebevakning närvarade. Stadens förste fullmäktige valde polisman Per-Axel Skoglundh till ordförande. Vid den här tiden var det en stor brist på lägenheter i Säffle och 60 % av stadens yrkesverksamma var industrianställda. Nya stadsplaner började tas vid, många äldre byggnader revs för att ge plats åt nya bostäder. Lägenhetsstandarden på bostäderna i Säffle var före 1950-talet i dåligt skick. Antalet nya lägenheter som skulle byggas fram till 1970 uppgick till 1150 lägenheter. Efter andra världskrigets slut var nästan var femte Säfflebo trångbodd enligt definitionen fler än två boende per rum. Noggrann redovisning om levnadsstandarden i Säffle visar att år 1945 saknar 2 % badrum, 45 % saknar WC i huset, 42 % saknar centralvärme, 26 % saknar rinnande vatten och 19 % saknar avlopp. Första stadsplanen innehade nya byggnader längs Karlstadsvägen, för att senare färdigställa stadsplanerna för Lugnadalsområdet, Annelund, Rolfserud, Sundstorp och Norelund. Arkitekten för flera av Säffles nya byggnader ritades av Carl Waldenström. Medborgarhuset och Villa Billerud är exempel på tidstypiska byggnader från denna tid. Stadshuset ritades av funkisarkitekten Nils Einar Eriksson efter en arkitekttävling. Merparten av bostädernas material, i form av tegel och keramik kom från Säffles tegelbruk. Ett nytt länslasarett byggdes i Säffle 1951 som kom att expanderas under 1960-talet för att senare avvecklas som akutsjukhus 2001.
En historieversion berättar att Olof Trätälja bosatte sig och levde i Säffle. Gravhögen i centrala Säffle benämns ofta som Olof Trätäljas hög. Gator, kyrkor och andra platser är namngivna efter denna viking.

### Administrativa tillhörigheter
Säffle var belägen i By socken och ingick efter kommunreformen 1862 i By landskommun. Orten utbröts ur denna landskommun 1882 och bildade Säffle köping som 1943 införlivade By landskommun. 1951 bildade köpingen tillsammans med Tveta landskommun Säffle stad som blev den sista stad som bildades i Sverige. 1971 uppgick Säffle stad i Säffle kommun där Säffle sedan dess är centralort.
I kyrkligt hänseende har orten före 1 maj 1911 hört till By församling och därefter till Säffle församling.
Orten ingick till 1948 i Näs tingslag, därefter till 1971 i Södersysslets tingslag. Från 1971 till 2005 ingick Säffle i Arvika domsaga och orten ingår sedan 2005 i Värmlands domsaga.

### Befolkningsutveckling
| Befolkningsutvecklingen i Säffle 1960–2020 | Befolkningsutvecklingen i Säffle 1960–2020 | Befolkningsutvecklingen i Säffle 1960–2020 | Befolkningsutvecklingen i Säffle 1960–2020 | Befolkningsutvecklingen i Säffle 1960–2020 |
| ------------------------------------------ | ------------------------------------------ | ------------------------------------------ | ------------------------------------------ | ------------------------------------------ |
|                                            |                                            |                                            |                                            |                                            |
| År                                         |                                            |                                            | Folkmängd                                  | Areal (ha)                                 |
| 1960                                       | 1960                                       |                                            | 9 292                                      |                                            |
| 1965                                       | 1965                                       |                                            | 10 626                                     |                                            |
| 1970                                       | 1970                                       |                                            | 11 609                                     |                                            |
| 1975                                       | 1975                                       |                                            | 11 428                                     |                                            |
| 1980                                       | 1980                                       |                                            | 11 017                                     |                                            |
| 1990                                       | 1990                                       |                                            | 10 294                                     | 795                                        |
| 1995                                       | 1995                                       |                                            | 9 910                                      | 726                                        |
| 2000                                       | 2000                                       |                                            | 9 318                                      | 728                                        |
| 2005                                       | 2005                                       |                                            | 9 156                                      | 728                                        |
| 2010                                       | 2010                                       |                                            | 8 991                                      | 735                                        |
| 2015                                       | 2015                                       |                                            | 9 150                                      | 801                                        |
| 2020                                       | 2020                                       |                                            | 9 241                                      | 821                                        |
|                                            |                                            |                                            |                                            |                                            |

## Stadsdelar
- Annelund
- By
- Höglunda
- Krokstad
- Norelund
- Rolfserud
- Sund
- Sundstorp
- Treabackarna
- Villan
- Västra Innerstaden
- Östra Innerstaden

## Kommunikationer
- Europaväg 45 har sin sträckning genom Säffle
- Europaväg 18 går genom Säffle kommun
- Norge/Vänerbanan har sin sträckning genom Säffle
- Länsväg 175 går ifrån Säffle till Arvika

## Näringsliv

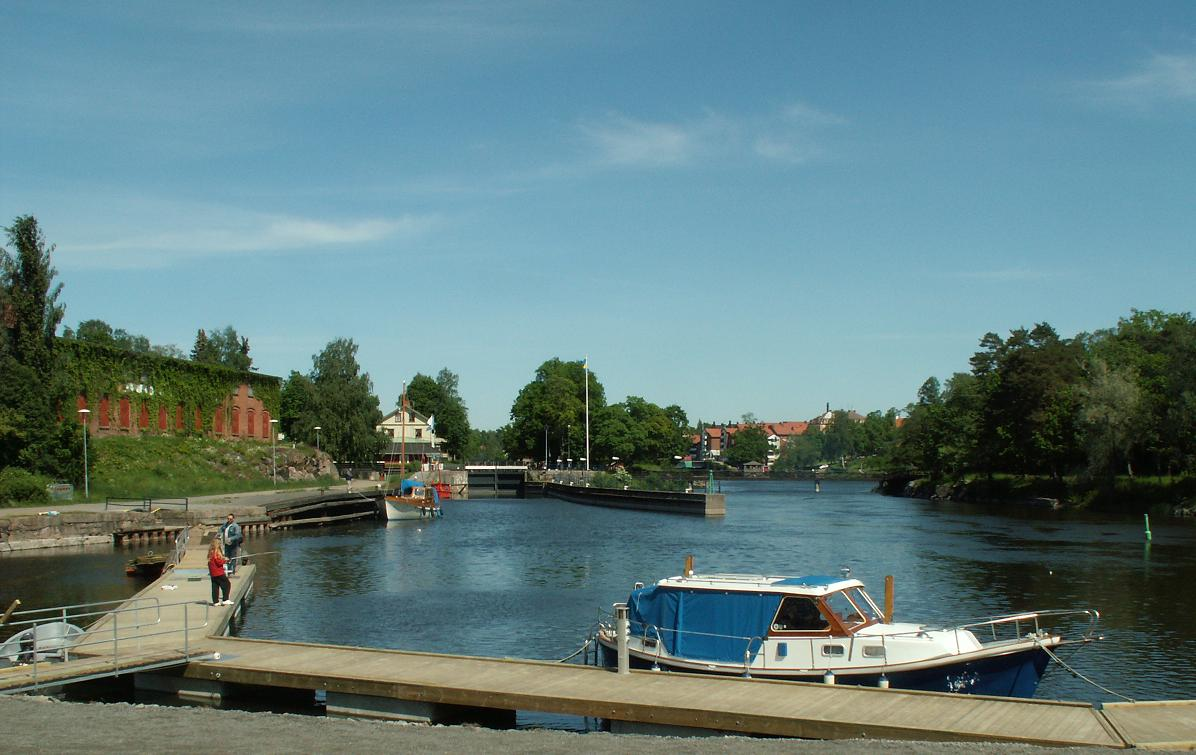
Vy över kanalens södra inlopp

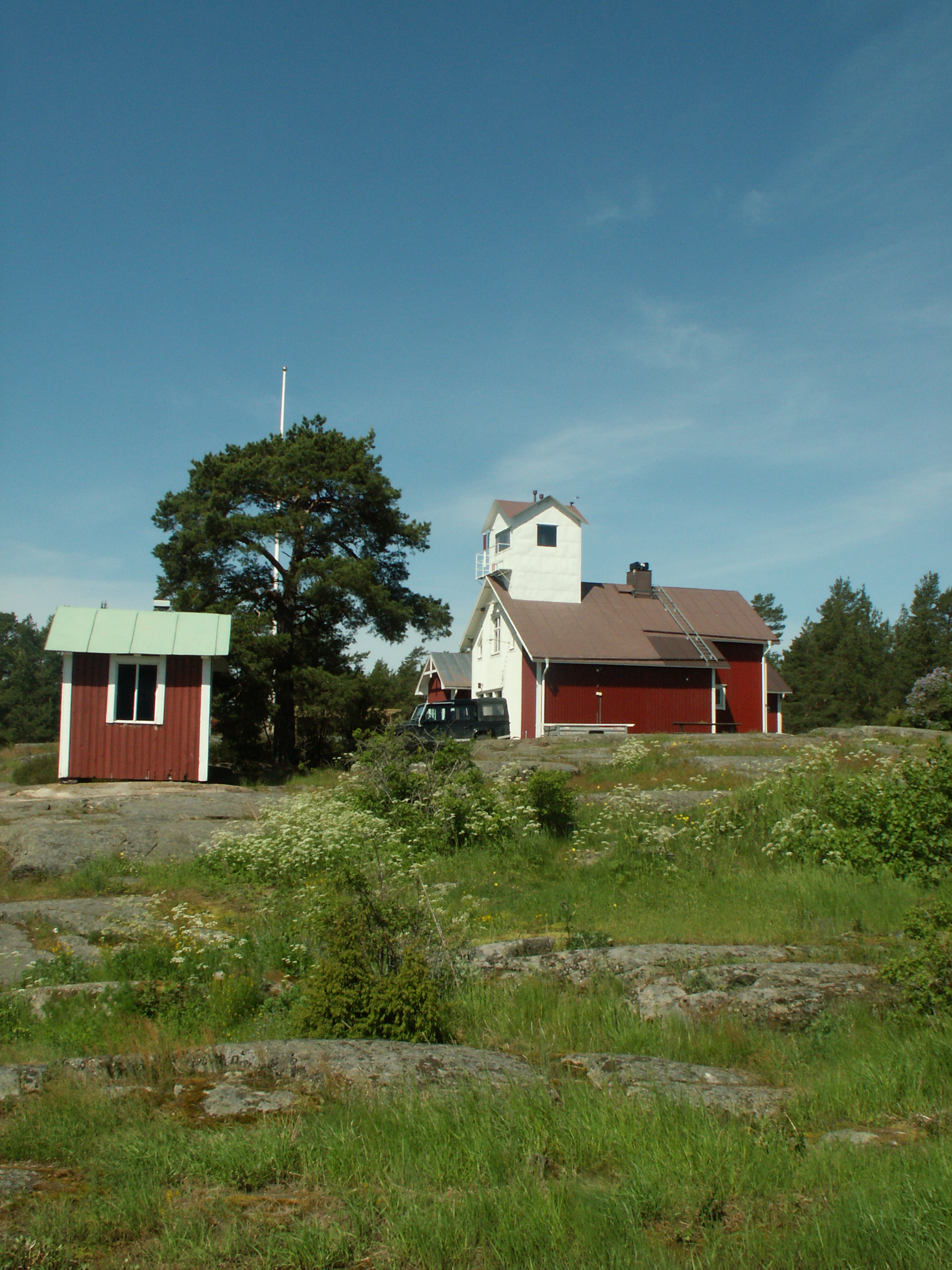
Fyren på Duse

Säffle växte som tätort fram på 1860-talet med handelsmän och hantverkare som etablerade sig omkring den knutpunkt som Säffle kanal och landsvägen utgjorde. I det sena 1800-talet etablerades mindre industrier som färgerier, sågverk och gjuteri. Säffle har aldrig varit något utpräglat brukssamhälle även om Billeruds AB länge satte sin prägel på orten och samhällslivet. Billeruds sulfitfabrik, som anlades 1883–1920 kompletterat med pappersbruk, är en stor bidragande faktor till att Säffle blev stad 1951. Under en lång följd av år var dessutom Billerudskoncernens huvudkontor och forskningslaboratorium belägna i Säffle. Sulfitfabriken är idag världens äldsta som ännu är i drift. Även Säffle kanal (anlagd 1837) var en viktig orsak till samhällets framväxt, liksom Bergslagernas Järnvägar (1879). De båda möbelfabrikerna och Seffle Motorverkstad är andra näringsgrenar som satt Säffle på kartan, liksom Källe Regulatorer. Även om Säffle alltid varit en kommun, som producerat och tillverkat varor, så har staden nu anpassat sig mer till ett modernt samhälle och erbjuder också många tjänster. Största industrierna i Säffle idag är Nordic Paper Seffle AB (tidigare Billeruds Bruk) Somas Instrument AB,  BTG Pulp & Paper Sensors AB (bestrykningsmaskiner, mätgivare och specialventiler), CCI Valve Technology och Moelven Byggmoduler.
Säffle Karosserifabrik som sedermera blev Volvo Bussar var tidigare en stor arbetsgivare. Volvo beslutade 2013 att lägga ner tillverkningen i Säffle och koncentrera verksamheten till Polen. Detta blev starten för att finna företag beredda att etablera sig i Säffle . Cellcomb är ett företag inom cellulosa och pappersförädling som beslutat sig att från 2014 satsa på tillverkning just i Volvos gamla fabrikslokaler.

### Handel

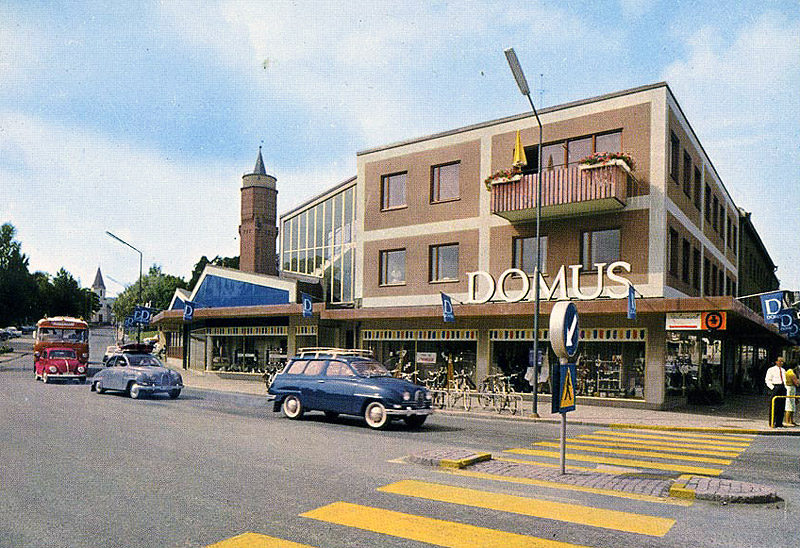
Domus i Säffle på 1960-talet.

EPA öppnade ett varuhus i Säffle den 20 mars 1958. Kooperationen svarade med ett Domus-varuhus som öppnade i september 1962. Domus låg ursprungligen vid Kanaltorget. Senare har Domus flyttat till en tomt på Magasinsgatan närmare motorvägen och bytt namn, först till Konsum Stormarknad och senare Coop Extra. Säffle har även en centralt belägen Ica Nära och en Ica Kvantum.
År 2003 köpte Konsum Värmland den konkursdrabbade Eurospar i Säffle och integrerade den i deras Pekås-kedja. Under år 2004 etablerade sig Lidl på orten. Även Netto etablerade sig i Säffle. När Coop köpte Netto valde Coop Värmland år 2020 att avveckla Nettobutiken. Nettofastigheten köptes av Axfood som öppnade en Willys Hemma där den 21 maj 2021.

### Bankväsende
Den 1 januari 1899 öppnade Wermlands enskilda bank ett kontor i Säffle. Sydsvenska kreditaktiebolaget öppnade ett kontor i Säffle år 1916. Sydsvenska banken överlät kontoret år 1925. Senare hade även Enskilda banken i Vänersborg kontor i Säffle. Denna bank uppgick med tiden i Svenska Handelsbanken. Säffle har haft sparbankskontor tillhörande Bergslagernas sparbank, Gillberga pastorats sparbank, Karlstads sparbank och senare Länssparbanken Värmland.
Handelsbanken stängde den 5 juli 2021. Därefter fanns Swedbank och Nordea kvar på orten.

## Kultur
Sedan 1970-talet är Säffleoperan verksam i orten. Under åren har flera kända skådespelare gästspelat här, såsom Thore Skogman, Margareta Hallin och Reuben Sallmander.

### Musikgrupper
- Draconian
- Torgny Melins

### Övriga föreningar och museer
- Reenactmentförening med vikingaskeppet Glad av Gillberga [31]
- Vikingamuseum utanför Säffle[32]

## Sport
Det finns flera idrottsföreningar i Säffle. Förr fanns fotbollsföreningarna SK Sifhälla och Säffle FF som under de senaste decennierna mestadels spelat i division tre och fyra. Nu har båda lagen slagits ihop och bildat Säffle SK som har både fotboll och innebandy. Herrarna i fotboll spelar nu i div 2 och damerna i div 1. Kommunens ishockeylag heter Säffle HC och de spelar sina hemmamatcher i Somashallen i division tre. I slutet av 1990-talet spelade klubben i division ett. 
Bragdguld- och Jerringprisvinnaren Annichen Kringstad fostrades i Säffle OK. Säffle har också en simklubb som heter Säffle SS som simmar i Säffles nybyggda simhall som invigdes 13 december 2019. Säffle har också en friidrottsklubb vid namn Säffle Friidrottsklubb.

## Kända personer
- Gunnar Andersson, fotbollsspelare
- Astrid Assefa, skådespelerska, sångerska och teaterchef
- Karl Petter Bergvall, bonde
- Karin Björquist, formgivare Gustavsberg
- Gerda Björne, filmskådespelerska
- Ida Bäckman, författare
- Daniel Carlsson, rallyförare
- Valdemar Dahlgren, folkbildningsman
- Mats Dillén, generaldirektör
- Gunnel Eklund, operasångerska
- Thomas Engdahl, förbundskapten, friidrott
- Karin Falck, TV-producent och programledare
- Gunilla Gårdfeldt, skådespelerska och sångerska
- Otto Hesselbom, konstnär
- Peter Kadhammar, journalist
- Annichen Kringstad, orienterare
- Torsten Källe, uppfinnare
- Jonas Rimeika, skådespelare
- Carl Anders Rohdin, diktare och konditor
- Olof Sager-Nelson, konstnär
- Esaias Tegnér, författare
- Gustaf Uggla, militär och adjutant
- Tina Thörner, kartläsare
- Ludvig Åberg, fotograf
- Svante Ödman, läkare och professor